# The Streak
«The Streak» es una canción compuesta e interpretada por el músico estadounidense Ray Stevens. Fue publicada en marzo de 1974 como el sencillo principal de su álbum Boogity Boogity.

## Escritura y temática

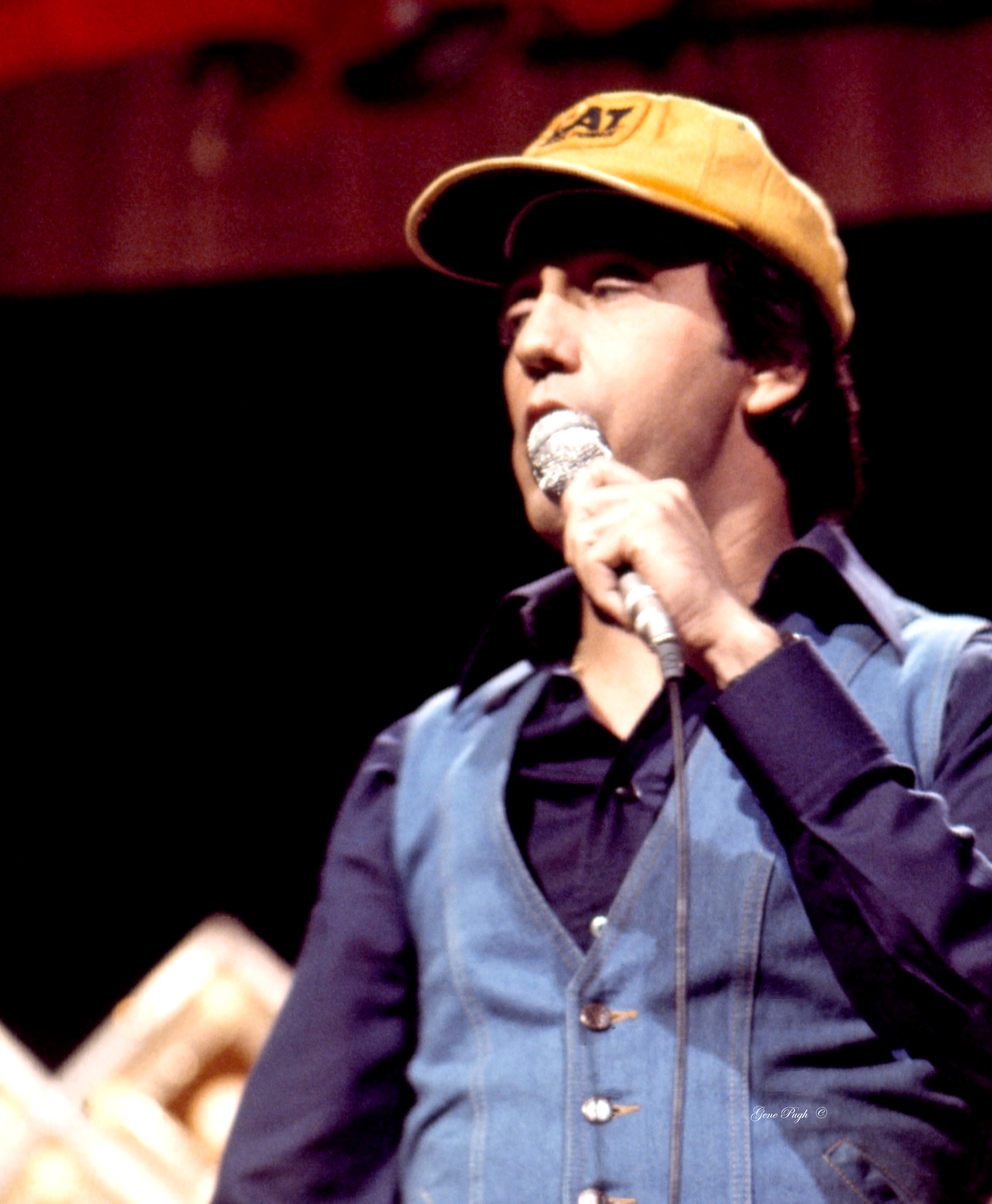
Ray Stevens compuso, produjo y grabó «The Streak» en su propio estudio de grabación.

Stevens declaró que se le ocurrió la idea de la canción mientras leía una revista de noticias. “Leí la historia sobre el streaking y la recorté, pensando que tal vez si se convirtiera en una moda popular podría escribir una canción. Así que comencé a escribir y luego la dejé a un lado”, explicó Stevens. “El streaking se volvió popular(?)—o al menos tuvo mucha publicidad—así que terminé de escribir la canción un fin de semana, fui al estudio el lunes y la grabé. Fue una de esas cosas que suceden de vez en cuando que hace que este negocio sea fascinante”.
Cada uno de los tres versos comienza con un reportero de noticias (interpretado por el músico en el videoclip de la canción) que informa sobre disturbios en un supermercado, una estación de servicio y el gimnasio de una escuela secundaria durante un desempate de baloncesto. El periodista entrevista a un testigo en cada disturbio, que resulta ser siempre el mismo hombre (también interpretado por Stevens), y describe lo que vio y cómo intentó advertir a su esposa Ethel que desviara la mirada (“Don't look, Ethel!”), pero siempre era demasiado tarde. Después de cada entrevista, varias voces cantan un coro, aunque el coro es la única parte de la canción que realmente se canta mientras se habla el resto. Después de la tercera entrevista, el hombre vuelve a ver al streaker y, para su horror, Ethel también lo ve y el testigo grita: “You get your clothes on” y “Say it ain't so”. Durante y después de cada coro, Stevens hace sonar un silbato de sirena.

## Rendimiento comercial
«The Streak» de Stevens se convirtió en la segunda canción en poco más de cinco meses en posicionarse en el número uno tanto en la lista de sencillos de todos los géneros como en la lista de sencillos de country de la revista Record World, duplicando un fenómeno normalmente raro logrado por última vez por «The Most Beautiful Girl» de Charlie Rich el 15 de diciembre de 1973. Para el 25 de mayo de 1974 ya había vendido aproximadamente 3.000.000 de copias. Ray quedó sorprendido, “casi asombrado”, por la reacción del público. “Tenía la sensación, debido a la moda de las rachas, de que «The Streak» iba a conseguir algo de difusión en la radio y una cantidad de ventas superior a la normal. Sin embargo, no pensé que le iría tan bien”, declaró en una entrevista con el autor Red O'Donnell de Record World. El sencillo fue certificado disco de oro por la Recording Industry Association of America (RIAA) el 24 de agosto de 1974, por ventas de más de 5.000.000 de copias.

## Lista de canciones
Todas las canciones escritas y compuestas por Ray Stevens.
1. «The Streak» – 3:15
2. «You've Got the Music Inside» – 4:44

## Posicionamiento

### Gráfica semanal
| Gráfica (1974)                                      | Pico de posición |
| --------------------------------------------------- | ---------------- |
| Alemania (Offizielle Top 100)                       | 43               |
| Australia (Kent Music Report)                       | 2                |
| Canadá (RPM Top Singles)                            | 1                |
| Canadá (RPM Pop Music Playlist)                     | 1                |
| Canadá (RPM Country Playlist)                       | 1                |
| Estados Unidos (Billboard Hot 100)                  | 1                |
| Estados Unidos (Billboard Easy Listening)           | 12               |
| Estados Unidos (Billboard Hot Country Singles)      | 3                |
| Estados Unidos (Cash Box Top 100 Singles)           | 1                |
| Estados Unidos (Cash Box Country Top 75)            | 1                |
| Estados Unidos (Record World Singles Chart)         | 1                |
| Estados Unidos (Record World Country Singles Chart) | 1                |
| Irlanda (Irish Singles Chart)                       | 2                |
| Reino Unido (UK Singles Chart)                      | 1                |
| Quebec (ADISQ)                                      | 3                |

### Gráfica de fin de año
| Gráfica (1974)                            | Pico de posición |
| ----------------------------------------- | ---------------- |
| Australia (Kent Music Report)             | 17               |
| Canadá (RPM Top Singles)                  | 2                |
| Estados Unidos (Billboard Hot 100)        | 8                |
| Estados Unidos (Cash Box Top 100 Singles) | 29               |
| Estados Unidos (Cash Box Country Top 75)  | 83               |

## Certificaciones y ventas
| País                  | Certificación | Ventas    |
| --------------------- | ------------- | --------- |
| Estados Unidos (RIAA) | Oro           | 5 000 000 |